# Джеремі Лін
Джеремі Шу-Хау Лін (англ. Jeremy Shu-How Lin; нар. 23 серпня 1988, Торренс, Каліфорнія) — американський  професійний баскетболіст Тайваньської професійної баскетбольної ліги(TPBL)«Нью Тайбей Кінгс ».У сезоні 2011–2012 років він несподівано переміг у складі«Нью-Йорк Нікс» Національної баскетбольної асоціації(НБА), що спричинило культурний феномен, відомий як «Лінсаніт». Лін був першим американцем китайського або тайванського походження, який грав у НБА та є одним із небагатьох американців азійського походження, які грали в лізі.Він став першим американським гравцем азійського походження, який виграв чемпіонат НБА, зробивши це з Торонто Репторс у 2019 році.
Лін виріс у районі затоки Сан-Франциско і отримав нагороду«Баскетболіст року Північної Каліфорнії», будучи старшим класом середньої школи.Не отримавши пропозицій про спортивну стипендію, він вступив до Гарвардського університету, де тричі брав участь у всіх конференціях Ліги Плюща. 2010 році Лін, не закінчивши коледжу, підписав контракт із рідним містом«Голден Стейт Ворріорс».Він рідко грав у своєму дебютному сезоні та отримав призначення до Ліги розвитку НБА (D-League).У 2011 році від Ліня відмовилися як «Ворріорз», так і«Х’юстон Рокетс», перш ніж приєднатися до«Нью-Йорк Нікс» на початку 2011–2012 років.
Спочатку Лінь економно грав за«Нікс», а потім знову провів час у D-Лізі.Однак у лютому 2012 року він був підвищений до стартового складу та очолив команду в серії з семи ігор.Зіркова гра Ліна протягом сезону допомогла Нікс вийти в плей-офф 2012 року;це також привело його до міжнародної слави.Лін з'являвся на обкладинках Sports Illustrated, Time та був названий Time 100 однією з найвпливовіших людей у світі.У липні 2012 року Лін отримав нагороду ESPY як найкращий спортсмен року.
Після перебування в«Нікс»Лін грав за«Х’юстон Рокетс», «Лос-Анджелес Лейкерс», «Шарлотт Хорнетс»,«Бруклін Нетс», ⁣«Атланта Гокс» і «Торонто Репторс».Хоча він досяг певного успіху в Х'юстоні та Шарлотті, він боровся з травмами в наступних сезонах.У серпні 2019 року він залишив НБА та підписав контракт з Beijing Ducks, де став гравцем усіх зірок Китайської баскетбольної асоціації(CBA).Намагаючись повернутися в НБА, Лін грав у команді розробників Warriors у 2021 році.Він повернувся до CBA і грав за «Дакс», а пізніше за« Гуанчжоу Лун Лайонс».Він покинув Loong Lions в середині сезону 2022–2023 років і приєднався до PLG's Steelers у 2023 році.

## Раннє життя
Лін народився 23 серпня 1988 року в американській родині тайваньського походження в Торрансі, штат Каліфорнія.    Він виріс християнином у місті Пало-Альто, штат Каліфорнія, в районі затоки.   Його батьки, Гі-Мінг Лін і Ширлі Лін(уроджена Синсінь Ву), емігрували з Тайваню до Сполучених Штатів у середині 1970-х років, спочатку оселилися у Вірджинії, а потім переїхали до Індіани, де обидва навчалися в університетах, щоб вивчати інженерію та інформатику.  Вони мають подвійне громадянство Тайваню та США  Родина Ліня по батьківській лінії — народ Хокло з Бейдоу, Чанхуа, Тайвань   , тоді як його бабуся по материнській лінії емігрувала до Тайваню наприкінці 1940-х років із Пінху, Чжецзян у материковий Китай.   
Обом батькам Ліни по 5 футів 6 дюймів (1,68 м)високий.  Сім'я його бабусі по материнській лінії була високою, а її батькові було старше 6 футів 0 дюймів (1,83 м). У Лін є старший брат Джош і молодший брат Джозеф. Гі-Мінг навчав своїх синів грати в баскетбол у місцевій YMCA.Ширлі допомогла сформувати національну юніорську баскетбольну програму в Пало-Альто, де грав Лін.Вона працювала з тренерами, щоб переконатися, що його гра не вплинула на його успішність.Друзі критикували її за те, що вона дозволяла Ліну так багато грати в баскетбол, але дозволяла йому грати в гру, яка йому подобається.
Під час свого останнього року навчання у 2005–2006 роках Лін став капітаном середньої школи Пало-Альто, досягнувши рекорду 32–1, і подолав національний рейтинг Mater Dei,51–47,за титул Каліфорнійської міжшкільної федерації у Дивізіоні II.  Його назвали найкращим гравцем року у першій команді Дивізіону штату та Північної Каліфорнії, а завершив свій старший сезон, набираючи в середньому 15,1 очка,7,1 передачі, 6,2 підбирання та 5,0 перехоплень. 

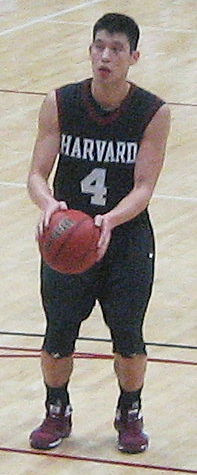
Лін в коледжі в 2010 році

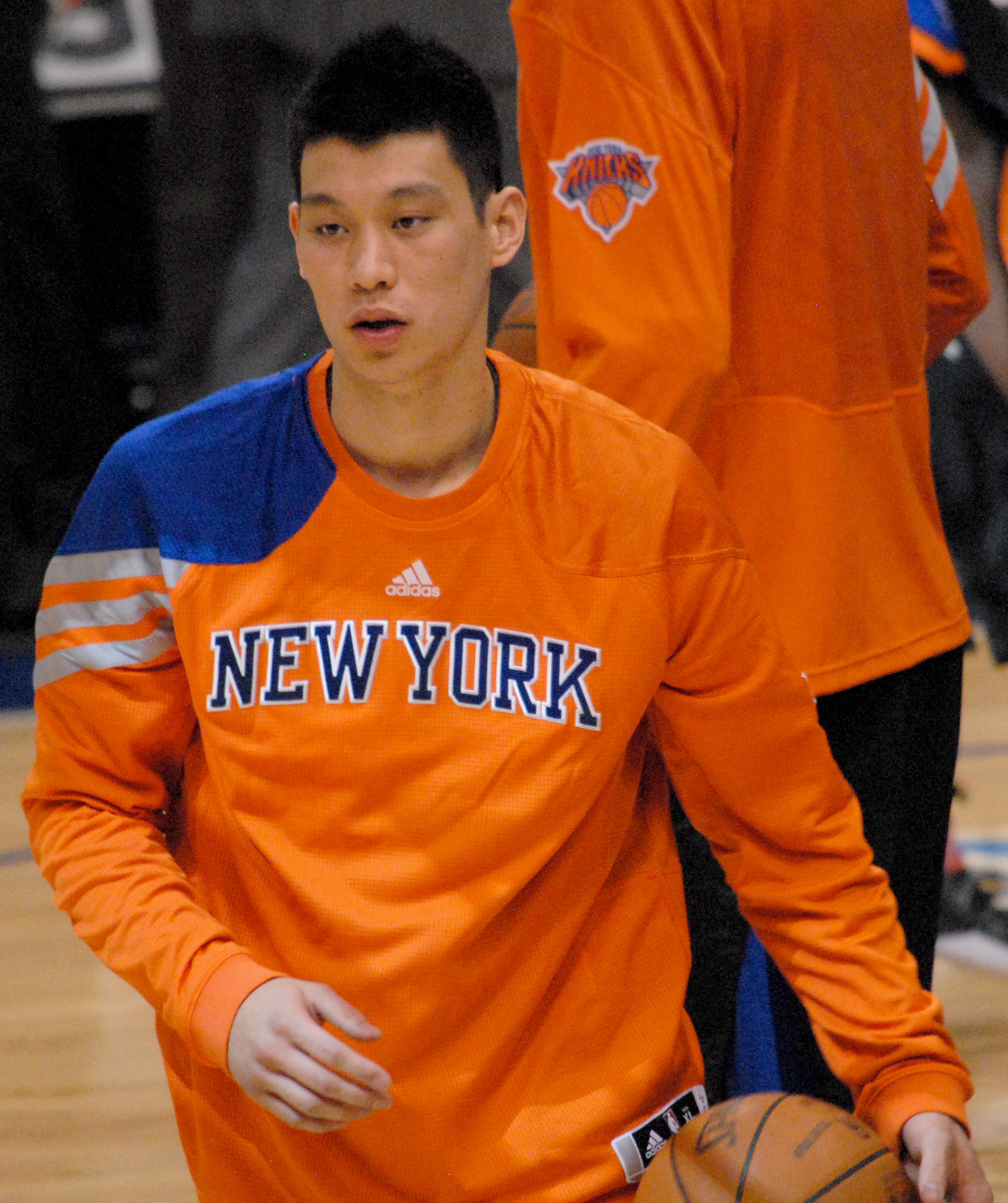
Лінь у березні 2012 року

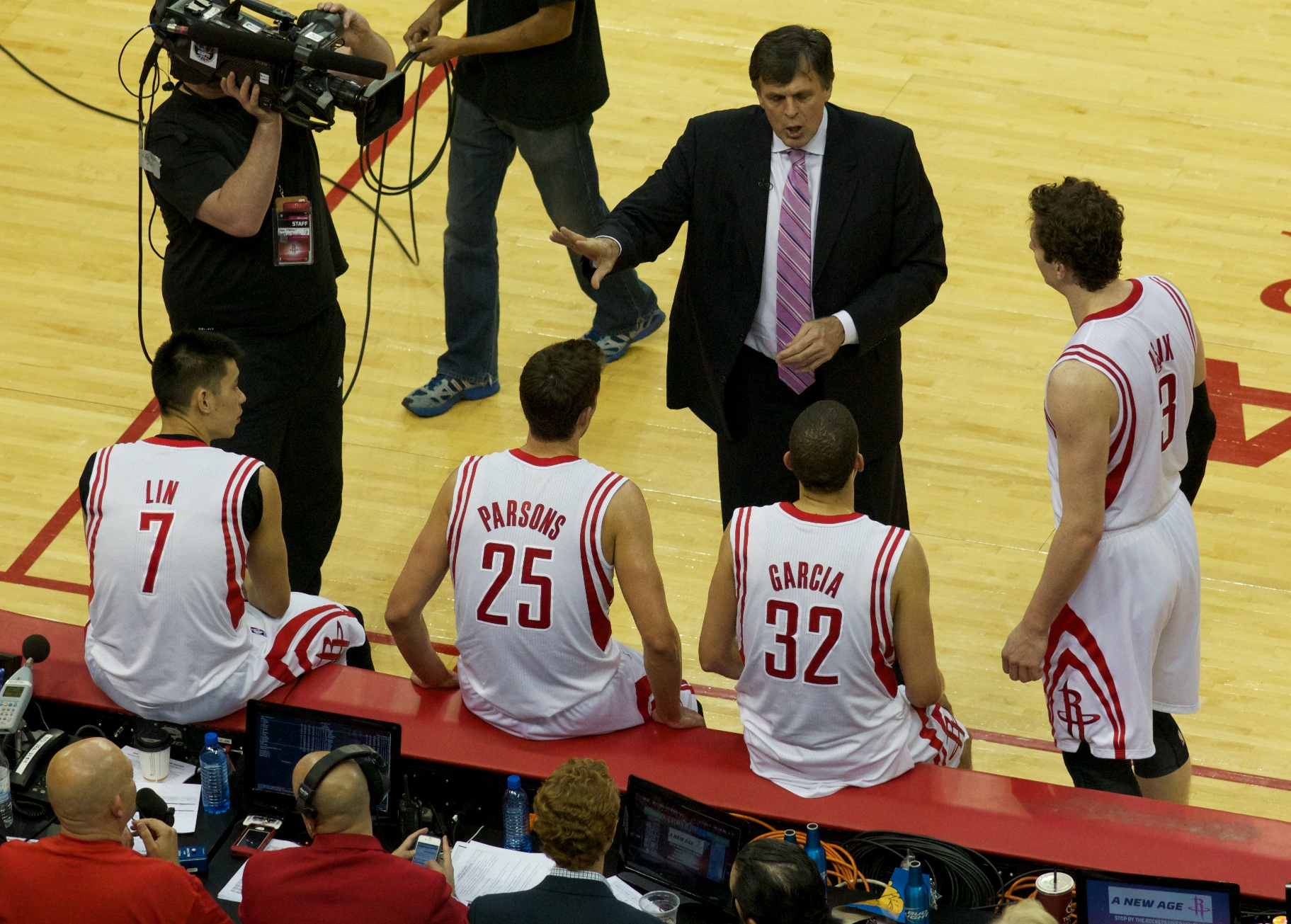
Тренер Рокетс Кевін Макхейл розмовляє з Ліном (№ 7) і його товаришами по команді під час плей-офф НБА 2013 року

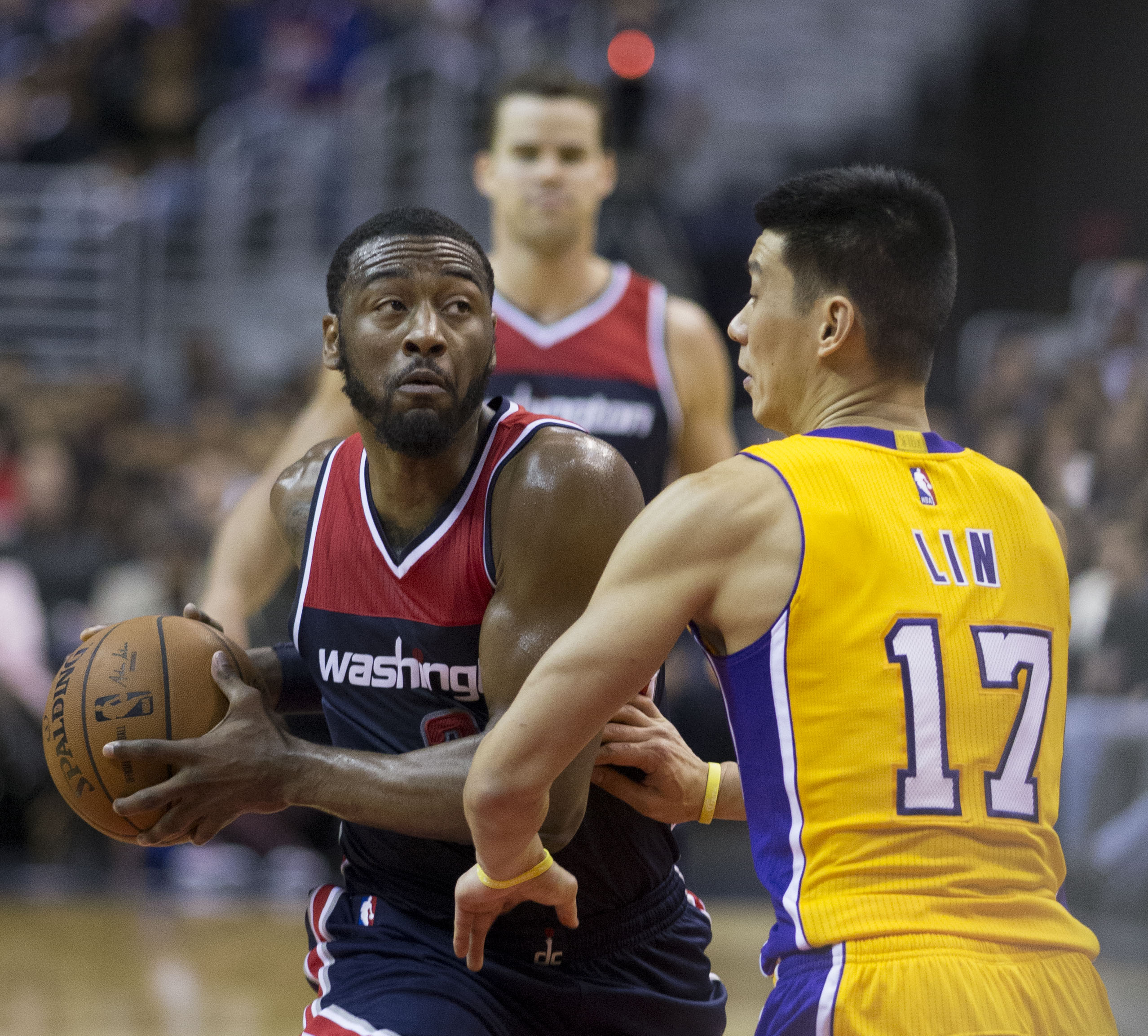
Лін захищається проти Джона Волла з Washington Wizards

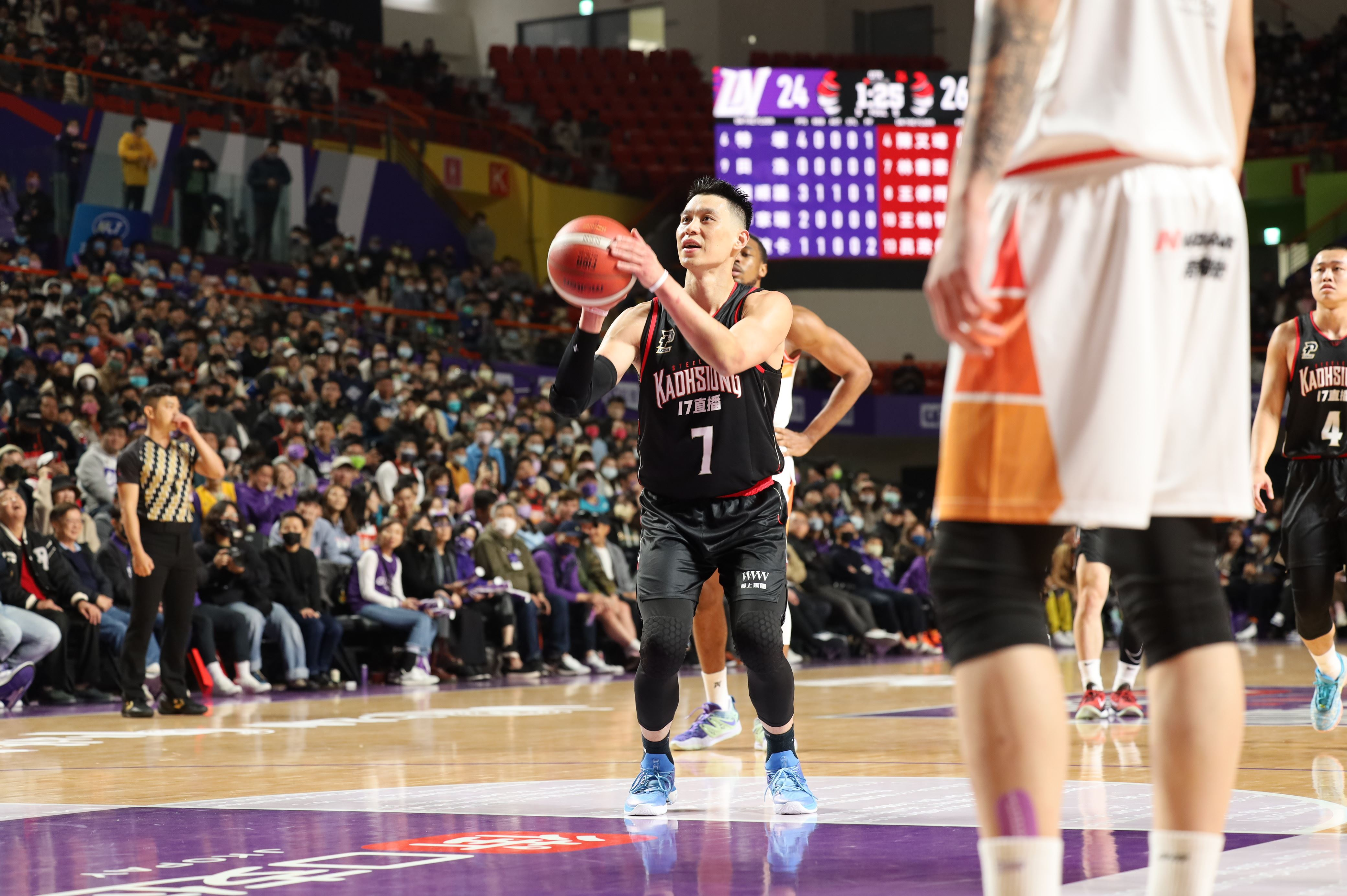
Лін виконує штрафний кидок

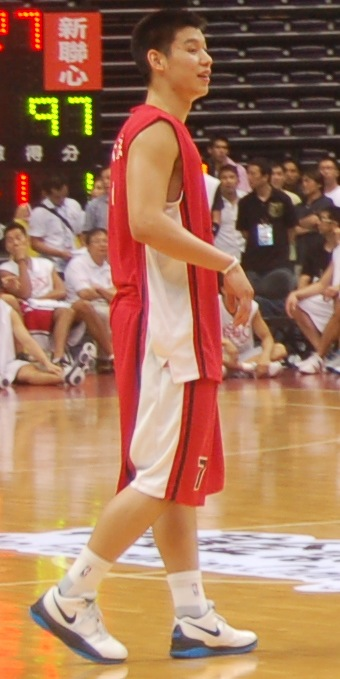
Лін грає на виставці в Тайбеї в 2010 році